# Marcel Merguiller
Marcel Merguiller, né à Limoges, en Haute-Vienne, le 23 septembre 1892, et mort à Bugeat, en Corrèze, le 27 mars 1981, est un artiste peintre français.

## Biographie

### Jeunesse et carrière professionnelle
Marcel Merguiller est le fils de Léonard Merguiller, et de Catherine, son épouse, et tous les deux effectuent des tâches de journalier, ce terme désignant un travailleur recruté à la journée ou à la tâche, et cela dénote que la famille de Marcel Merguiller est une famille très modeste. Dans sa jeunesse, il n’est allé que quelques mois à l’école, vers l’âge de 6 et 7 ans ; il a été obligé de gagner sa vie, étant encore très jeune ; à l’adolescence, il occupe un poste d’ouvrier dans une fabrique de chaussures, tout en suivant, de 16 ans à 19 ans, des cours commerciaux du soir, après le travail. Par la suite, il se dirige vers l’exploitation minière, dans la région de Compreignac, en Haute-Vienne, dont le sous-sol est riche en minéraux ; il exerce ensuite le métier de représentant de commerce pour des produits chimiques, médicaux, et pharmaceutiques.

### Activités artistiques
Marcel Merguiller, âgé de 30 ans, rencontre Charles Bichet en 1922 ; il se met alors à suivre les cours de dessin et de peinture, que donne Bichet, à l’école nationale des arts décoratifs de Limoges ; il accompagne parfois Bichet, lorsque celui-ci travaille sur une peinture en extérieur dans les environs de Limoges. Après le décès de Bichet, en 1929, il poursuit son activité artistique, peignant des paysages, au fusain, à la sanguine, au pastel, à l’encre.
Pendant plusieurs décennies, il parcourt le Plateau de Millevaches, en Corrèze, dessinant et peignant des paysages, comme, par exemple, dans la région de Bugeat. Il a été proche, à cette époque, de plusieurs artistes, influencés, comme lui, par l’enseignement de Bichet : Léon Jouhaud, qui a peint des paysages de Tarnac ; Pierre Parot, qui a également peint des vues de Tarnac ; Léonard Borzeix, qui est également un disciple de Charles Bichet, et qui vit à Bugeat, dont il peint les paysages. Marcel Merguiller fonde, en 1949, le salon des Artistes Limousins avec Pierre Parot et Léon Jouhaud. Il décède en 1981 à la Maison de Retraite de Bugeat.

## Galerie

Œuvres de Marcel Merguiller
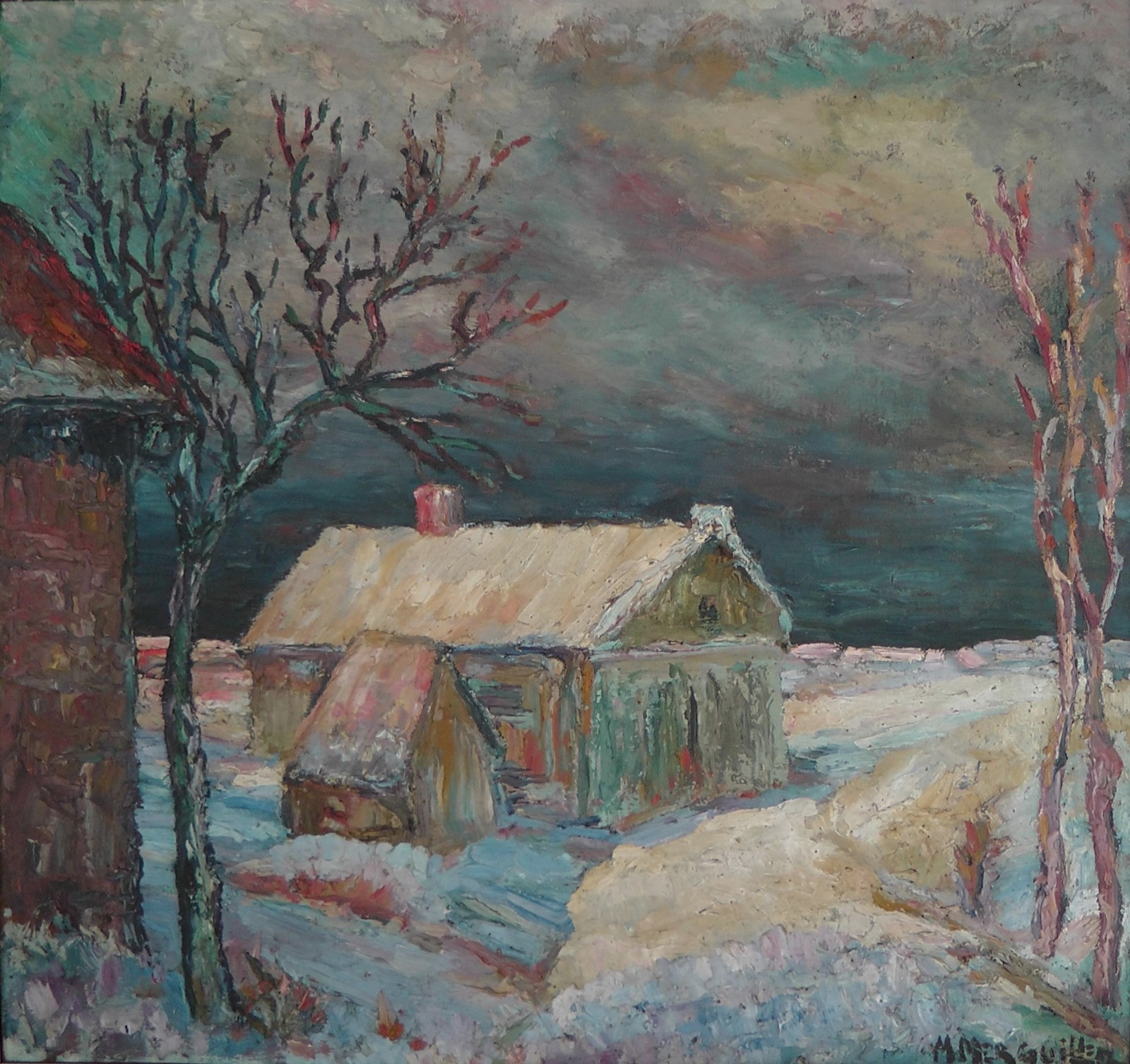
« Paysage à la neige », huile sur toile, 65x69 cm. Collection privée.